# Beppe Grillo
Giuseppe Piero ”Beppe” Grillo, född 21 juli 1948 i Savignone i provinsen Genova i Ligurien, är en italiensk komiker, skådespelare och politiker. Den 4 oktober 2009 startade han Femstjärnerörelsen (Movimento 5 Stelle).

## Uppväxt och karriär

### Komikerkarriär
Efter att ha utbildat sig till revisor blev Grillo av en slump komiker efter att ha improviserat en monolog under en audition. Den första rollen han gjorde var i Secondo Voi 1977 och 1978, och 1979 var han med i Luna Park av Enzo Trapani och i Fantastico.
Under 1980-talet blev han mer och mer känd tack vare TV-program som Te la do io l’America (1982) och Te lo do io il Brasile (1984). I dessa program berättade han om sina erfarenheter då han besökt USA och Brasilien, och drog fyndiga anekdoter om ländernas kultur, livsstil med mera. År 1986 sändes programmet "Grillometro" med Grillo som huvudperson, varefter han ökade inslaget av politisk satir, ofta med förolämpningar av italienska politiker.
År 1987 angrep han Italiens dåvarande premiärminister, socialisten Bettino Craxi, apropå dennes resa till Kina med kommentaren ”Om alla kineser är socialister, vilka stjäl de då ifrån?”. Skämtet syftade på totalitarismen i Kina, men ännu mer på den politiska korruption som det italienska socialistpartiet var känt för. Situationen ledde till att Grillo inte längre fick uppträda i italiensk statlig television, ett förbud som upphävdes fem år senare då ett antal skandaler drogs upp till ytan i Mani pulite-utredningen.
I början av 1990-talet var det tyst kring Grillo, men då hans program åter fick visas på RAI 1993 slog de tittarrekord med 16 miljoner tittare.

### Politik
I början av 2000-talet startade Grillo webbdagboken beppegrillo.it, som numera, enligt Technorati, är en av världens mest besökta. Den 26 juli 2007 talade han inför Europaparlamentet, och fokuserade där på den, enligt honom, negativa trenden inom italiensk politik. Den 8 september samma år organiserade han protestevenemanget V-Day Celebration i Italien; V stod för Vaffanculo (’dra åt helvete’). Under evenemanget presenterade Grillo namnen på två dussin italienska politiker som hade dömts för olika brott, allt från korruption och skattefusk till medhjälp till ett mord. V-dagen uppmärksammades i 220 städer runt om i Italien och totalt beräknas över två miljoner personer ha deltagit.
År 2005 utsåg tidskriften Time honom till en av Europas hjältar för hans ständiga kamp mot korruption och ekonomiska skandaler.
Den 22 november 2005 satte Grillo ånyo in en helsidesannons i International Herald Tribune där han åter krävde att medlemmar av det italienska parlamentet inte skulle få representera medborgarna om de vid något tillfälle hade blivit dömda, även om detta bara rörde sig om brott av den första graden av tre möjliga i det italienska rättssystemet. I sin webbjournal presenterar Grillo nu regelbundet uppdaterade listor på italienska parlamentsledamöter som har dömts för brott av alla tre graderna; detta kallar han ”Operazione parlamento pulito”. År 2007 hävdade Grillo att det fanns belägg för att Scampia, den farligaste förorten i Neapel och ett av de kriminellt mest belastade områdena i Europa, faktiskt hade ett lägre antal kriminalfall än ledamöterna i det italienska parlamentet.

Rapporten The Clown Prince beskrev Grillos liv, politiska engagemang, V-Day-kampanjen och användningen av Internet som politiskt redskap.
Under 2010 startade han ett politiskt parti som kallas Movimento cinque stelle (Femstjärnerörelsen) utan avsikt att bli ledare eller vald, utan att bara med hjälp av Internet sympatisera med människor som tror på ideal såsom ärlighet och direktdemokrati. Han påpekar att politiker bara är underordnade folket och att de endast ska arbeta för landet under en kort tid och enbart om de inte är dömda för brott. Politikerna borde vidare handskas med landets problem utan några andra intressen.
I parlamentsvalet i Italien 2013 fick partiet runt en fjärdedel av rösterna. Efter valet krävde Grillo en omförhandling av Italiens statsskuld och en folkomröstning om euron.

### Beppegrillo.it
Grillo driver webbplatsen www.beppegrillo.it. Tusentals kommentarer till inslagen görs regelbundet. Enligt Technorati är webbplatsen en av de tio mest besökta webbjournalerna i världen. År 2008 rangordnades The Guardian Grillos webbdagbok som en av världens mest inflytelserika.
Grillo får ofta uppskattning och stöd via brev från framstående personer, bland andra Antonio Di Pietro (före detta infrastrukturminister), Fausto Bertinotti (före detta talman i deputeradekammaren), Renzo Piano, Dario Fo, Joseph E. Stiglitz, Dalai Lama och Muhammad Yunus.
Grillo hamnade 2009 på sjunde plats i Forbes rangordning av internetkändisar. Den 9 mars publicerade The Observer en rangordning av de 50 mest inflytelserika webbdagböckerna i världen; Grillos kom på nionde plats där.

## Rättsfall
Under en resa med vänner i Alperna 1981 förlorade Grillo kontrollen över sin bil och störtade ner i en ravin varvid tre av passagerarna dödades. Grillo dömdes senare för vållande till annans död genom oaktsamhet.
I sina föreställningar tvekar Grillo aldrig att nämna företag och personer som han anser vara korrupta, vilket lett till att han har han blivit stämd för förtal vid flera tillfällen. bland annat av Telecom Italia.
År 2003 var Grillo inblandad i ett ärekränkningsmål som drevs av Rita Levi-Montalcini. Under en föreställning kallade Beppe Grillo den då 94-åriga Levi-Montalcini, som tilldelades Nobelpriset i fysiologi eller medicin 1986, för en ”gammal hora”.
När italienska domare undersökte Parmalatskandalen, som på den tiden var världens största konkursskandal, kallades Grillo som vittne, eftersom han under en av sina föreställningar förutsett en nära förestående kollaps av mejerikonglomeratet. På domarnas fråga hur han hade kunnat upptäcka detta, svarade han helt enkelt att de ekonomiska bristerna hos Parmalat var så uppenbara att vem som helst med insyn skulle kunna se dem, eftersom man lätt kunde få tillgång till företagets redovisning.

## Kritik
Grillo kritiseras ofta för sin livsstil, speciellt för hans innehav av en motoryacht och en Ferrarisportbil, som båda talar emot hans miljövänliga inställning.
Grillo kritiseras också för att dra fördel av Condomo Tombale, en skatteamnesti som beviljades av den första Berlusconiregeringen år 2001, vilken Grillo offentligt opponerade sig mot. Grillo kommenterade denna skatteamnesti under V-Day-demonstrationen: enligt honom själv ska han själv bara ha tjänat 500 euro på skatteamnestin.
Grillo har föreslagit att ledamöter av det italienska parlamentet med ett kriminellt förflutet skall utestängas från offentlig verksamhet. Eftersom Grillo själv befunnits skyldig till vållande till annans död i en bilolycka, menar kritiker att han inte heller har någon rätt att representera italienarna. Grillo uttryckte i juli 2009 avsikten att ställa upp som kandidat i Demokratiska partiets primärval.
Ett annat av hans förslag är att parlamentsledamöter skall begränsas till två regeringsperioder. Kritikerna menar att detta skulle förkorta det politiska livet för kompetenta och kunniga politiker, ofta med hänsyftning på Alcide De Gasperi, Aldo Moro och Enrico Berlinguer som exempel på utmärkta politiker som innehade sitt ämbete mer än två perioder.
Grillo kritiseras också för att vara en demagog som attackerar politiker i ytliga frågor och privatliv samtidigt som han inte kan erbjuda ett godtagbart alternativ. Daniele Luttazzi, en berömd italiensk ståuppkomiker, kritiserade Grillo 2007 i ett öppet brev som publicerades på tidskriften Micromegas webbplats. 
I en kolumn Der Spiegel från mars 2013 kallas Grillo för den farligaste mannen i Europa; hans retorik beskrevs som antidemokratisk och hans energi som härrörande från vrede. I kolumnen citeras också den brittiske journalisten Nicholas Farrell som drar paralleller mellan Grillo och fascisten Benito Mussolini.